# Leichtathletik-Weltmeisterschaften 2009/Teilnehmer (Finnland)
| Gelbes Symbol für Goldmedaillen mit stilisierten Olympischen Ringen | Graues Symbol für Silbermedaillen mit stilisierten Olympischen Ringen | Braundes Symbol für Bronzemedaillen mit stilisierten Olympischen Ringen |
| ------------------------------------------------------------------- | --------------------------------------------------------------------- | ----------------------------------------------------------------------- |
| —                                                                   | —                                                                     | —                                                                       |

Der finnische Leichtathletik-Verband stellte 18 Athleten bei den Leichtathletik-Weltmeisterschaften 2009 in Berlin.

## Ergebnisse

### Männer

#### Laufdisziplinen
| Athlet          | Disziplin        | Vorlauf     | Vorlauf | Halbfinale         | Halbfinale         | Finale             | Finale             |
| Athlet          | Disziplin        | Zeit        | Platz   | Zeit               | Platz              | Zeit               | Platz              |
| --------------- | ---------------- | ----------- | ------- | ------------------ | ------------------ | ------------------ | ------------------ |
| Jussi Heikkilä  | 400 m Hürden     | 51,42 s     | 25      | nicht qualifiziert | nicht qualifiziert | nicht qualifiziert | nicht qualifiziert |
| Jukka Keskisalo | 3000 m Hindernis | 8:22,00 min | 12      |                    |                    | 8:14,47 min        | 8                  |
| Jarkko Kinnunen | 50 km Gehen      |             |         |                    |                    | 3:47:36 h PB       | 8                  |

#### Sprung/Wurf
| Athlet                 | Disziplin      | Qualifikation | Qualifikation | Finale             | Finale             |
| Athlet                 | Disziplin      | Weite/Höhe    | Platz         | Weite/Höhe         | Platz              |
| ---------------------- | -------------- | ------------- | ------------- | ------------------ | ------------------ |
| Oskari Frösén          | Hochsprung     | 2,24 m        | 20            | nicht qualifiziert | nicht qualifiziert |
| Eemeli Salomäki        | Stabhochsprung | 5,40 m        | 20            | nicht qualifiziert | nicht qualifiziert |
| Tommi Evilä            | Weitsprung     | 8,01 m        | 14            | nicht qualifiziert | nicht qualifiziert |
| Frantz Kruger          | Diskuswurf     | 62,29 m       | 12            | 59,77 m            | 12                 |
| Olli-Pekka Karjalainen | Hammerwurf     | 74,09 m       | 16            | nicht qualifiziert | nicht qualifiziert |
| David Söderberg        | Hammerwurf     | 73,69 m       | 18            | nicht qualifiziert | nicht qualifiziert |
| Tero Järvenpää         | Speerwurf      | 79,48 m       | 10            | 75,57 m            | 11                 |
| Tero Pitkämäki         | Speerwurf      | 81,65 m       | 4             | 81,90 m            | 5                  |
| Antti Ruuskanen        | Speerwurf      | 78,69 m       | 12            | 81,87 m            | 6                  |
| Teemu Wirkkala         | Speerwurf      | 79,84 m       | 7             | 79,82 m            | 9                  |

### Frauen

#### Laufdisziplinen
| Athletin        | Disziplin        | Vorlauf        | Vorlauf | Halbfinale | Halbfinale | Finale             | Finale             |
| Athletin        | Disziplin        | Zeit           | Platz   | Zeit       | Platz      | Zeit               | Platz              |
| --------------- | ---------------- | -------------- | ------- | ---------- | ---------- | ------------------ | ------------------ |
| Sandra Eriksson | 3000 m Hindernis | 9:46,62 min PB | 31      |            |            | nicht qualifiziert | nicht qualifiziert |

#### Sprung/Wurf
| Athletin        | Disziplin      | Qualifikation | Qualifikation | Finale             | Finale             |
| Athletin        | Disziplin      | Weite/Höhe    | Platz         | Weite/Höhe         | Platz              |
| --------------- | -------------- | ------------- | ------------- | ------------------ | ------------------ |
| Hanna Grobler   | Hochsprung     | 1,89 m        | 21            | nicht qualifiziert | nicht qualifiziert |
| Minna Nikkanen  | Stabhochsprung | 4,40 m        | 20            | nicht qualifiziert | nicht qualifiziert |
| Merja Korpela   | Hammerwurf     | 68,34 m       | 20            | nicht qualifiziert | nicht qualifiziert |
| Mikaela Ingberg | Speerwurf      | 57,88 m       | 14            | nicht qualifiziert | nicht qualifiziert |